# Dielocroce ephemera
Dielocroce ephemera is een insect uit de familie van de Nemopteridae, die tot de orde netvleugeligen (Neuroptera) behoort. 
Dielocroce ephemera is voor het eerst wetenschappelijk beschreven door Gerstäcker in 1894.